# Morgan Sanson
Morgan Sanson (* 18. August 1994 in Saint-Doulchard) ist ein französischer Fußballspieler, der seit 2021 beim englischen Erstligisten Aston Villa unter Vertrag steht und aktuell an OGC Nizza verliehen ist.

## Vereinskarriere
Sanson begann das Fußballspielen im Kindesalter in der zentralfranzösischen Stadt Bourges, wo er zuerst einem kleinen Klub und dann dem bedeutendsten Verein der Stadt, dem FC Bourges, angehörte. Von dort aus wechselte er 2009 mit 14 Jahren in die Jugendabteilung des Profiklubs Le Mans FC; bei Le Mans schaffte er zu Beginn des Jahres 2012 den Sprung in die Reservemannschaft, mit der er in der vierten Liga antrat. Zu Beginn der Saison 2012/13 unterschrieb er einen Profivertrag für die Zweitligamannschaft und erreichte sein Profidebüt, als er beim 1:2 seiner Mannschaft gegen den FCO Dijon am 3. August 2012 von Beginn an auflief; im Anschluss an die Begegnung avancierte er zum Stammspieler, musste am Saisonende allerdings den Abstieg in die Drittklassigkeit hinnehmen.
Dennoch hatte Sanson das Interesse des Erstligisten HSC Montpellier geweckt, der dem Spieler einen von Sommer 2013 an gültigen Vierjahresvertrag bot. Trotz des Abstiegs besaß dieser zwar einen weiterhin gültigen Vertrag bei Le Mans, doch der finanziell stark angeschlagene Verein akzeptierte die Ablösesumme in Höhe von 700.000 Euro, womit dem 18-Jährigen Sanson der Weg in die höchste französische Spielklasse offenstand. Nachdem er im Verlauf der ersten Spieltage nicht berücksichtigt worden war, gab er am 14. September 2013 bei einem 0:0 gegen Stade Reims sein Erstligadebüt, wobei er von Beginn an auf dem Platz stand, und erkämpfte sich anschließend einen Stammplatz im offensiven Mittelfeld. Er musste mit seinen Teamkameraden den Kampf gegen den Abstieg antreten und der Sturz in die Zweitklassigkeit konnte 2014 knapp abgewendet werden.
Am 17. Januar gab der französische Traditionsklub Olympique Marseille seine Verpflichtung bekannt. Er wechselte für eine Ablösesumme von neun Millionen Euro sowie drei Millionen Euro Bonuszahlungen. Bei Marseille machte er in 122 Spielen 22 Tore.
Im Januar 2021, nach vier Jahren Verbleib, wechselte Sanson für ca. 15 Millionen Euro nach England zum Erstligisten Aston Villa. Der HSC Montpellier erhielt bei dem Wechsel eine Gebühr von anderthalb Millionen Euro. Anfang 2023 wurde der Spieler bis Saisonende an Racing Straßburg ausgeliehen. Im Sommer 2023 folgte die Leihe mit Kaufoption zu OGC Nizza.

### Nationalmannschaft
Nach seiner Aufnahme in den Profikader von Le Mans stand der Spieler am 8. September 2012 erstmals für die französische U-19-Auswahl auf dem Platz, als er bei einem 1:0 gegen die Schweiz von Beginn an eingesetzt wurde. Danach nahm er mit dieser unter anderem an der Qualifikation zur EM 2013 teil und erhielt mit seinem Team einen der acht Startplätze zum Turnier. Die U-20 übersprang er, sodass er am 18. November 2013 bei einem 1:1 gegen die Niederlande direkt in der U-21-Mannschaft der Franzosen debütieren konnte.